# Колония-Хуарес
Колония-Хуарес (исп. Colonia Juárez) — посёлок в Мексике, штат Чиуауа, муниципалитет Касас-Грандес. Численность населения, по данным переписи 2010 года, составила 1035 человек.